# أي دبليو بي المحدودة
أي دبليو بي المحدودة هي إحدى المؤسسات الرئيسية لزراعة الحبوب وتقع في أستراليا. كانت تعتبر هيئة حكومية تعرف بهيئة القمح الأسترالية حتى الواحد من يولية 1999 وتحولت بعد ذلك إلى شركة خاصة يمتلكها ملاك القمح. في عام 2010 تم الاستحواذ على شركة أي دبليو بي من قبل الشركة الكندية أجريوم وتم تغيير اسم الشركة إلى شركة اجريوم اسيا والاطلسي المحدودة. في عام 2011 تم الاستحواذ على إدارة قسم السلع في أي دبليو التابعة لشركة أجريوم، بواسطة شركة كارجل أستراليا بعد قرار اللجنة الأسترالية للمنافسة وحماية المستهلك في 17 مارس،2011 بعدم معارضة هذا الدمج.

## تاريخ الشركة
تأسست الشركة في أواخر الثلاثينيات وكان الهدف منها تنظيم سوق القمح جراء تبعات الكساد الكبير. لم تكن أستراليا الوحيدة التي اتبعت هذا الاجراء حيث أسست كندا هيئة القمح الكندية في عام 1935 على نفس المنوال (باستثناء أن تأسيس الهيئة الكندية يعود لتاريخ أبكر حيث جرى تأسيسه خلال الحرب العظيمة والخبرة في مجال تعاونية احتكار القمح خلال عقد العشرينات.
```
في بداية تأسيسها، كانت الحكومة تملك الشركة وكانت مسؤولة عن إدارتها ولكن مع حلول عام 1999 يوليو جرى خصخصة الشركة وأعيدت هيكلة مجلس إدارتها على هذا النحو. جرى منح أسهم من الدرجة الأولى للزراع الذين ينطبق عليهم التعريف والذين لديهم القدرة على ترشيح واختيار أغلبية مدراء ورؤساء الشركة.
[
1
]
 وبحلول أغسطس عام 2001 جرى طرح أسهم من الدرجة الثانية للتداول العام في بورصة أستراليا.
[
2
]
 في عام 2008 جرى تشريع العديد من البنود الدستورية التي وحدت ملكية أي دبليو بي في نوع واحد من الأسهم مانعة بذلك أي اعتبارات مميزة للزراع الأوئل بالرغم من الاعتراضات العديدة من قبل العديد من لوبيات القمح والمجموعات الصناعية.
[
1
]
 هذا التغيير اتخذته إدارة شركة أي دبليو بي وبررت سياستها هذه بأنها أبسط سياسة لتقليل مخاطر العمل.
[
3
]
```

منذ الخصخصة توسعت شركة أي دبليو بي وأصبحت تضم عددا من الفروع التابعة لتنويع مصادر دخلها بعيدا عن صادرات لقمح. وتضم هذه الفروع التابعة، شركة غراين فلو التي تتولى إدارة مختلف أنواع الحبوب القادمة من المزارع وجعلها جاهزة للموانئ والشركات لتصديرها عبر البحار للمشترين والعلامات المتاجر للمناطق الريفية.
وبحسب تقديرها الخاص فإن شركة أي دبليو بي تصف نفسها بأنها «شركة يملكها ويتحكم فيها المزارع».

## هيكل الشركة
كانت تعتبر شركة أي دبليو بي شركة قابضة تمتلك عددا من الفروع ويتم تداول أسهمها في أسواق البورصة الأسترالية بحرية.
يرجع سبب امتلاك شركة أي دبليو بي بعضا من الفروع لمتطلبات تشريعية متعلقة بالعملية التشغيلية للاحتكار. وبعضها يرجع للسيطرة على المخاطر الائتمانية. أما هيكلة الشركة فتتكون على الشكل التالي منذ بداية 2006:
- أي دبليو بي المحدودة – شركة قابضة
- أي دبليو بي (العالمية) المحدودة – تم منح الشركة الترخيص لتصدير القمح من قبل التشريعات الفيدرالية بشرط لاحتكار.
- أي دبليو بي (أستراليا) المحدودة – تجارة القمح المحلية وتصدير الحبوب الأخرى غير القمح.
- أي دبليو بي للخدمات المحدودة – تقديم الخدمات (متل: الخدمات المالية، الخدمات التكنولوجية، إدارة الأصول) إلى جانب مجموعة أي دبليو بي.
- أي دبليو بي لتمويل الحصاد المحدودة – أي دبليو بي للتمويل التجاري المحدودة، وأي دبليو بي لإدارة المخاطر المحدودة، تقديم التمويل وإدارة المخاطر المالية لمعاملات تصدير القمح.
- أي دبليو جراين فلو المحدودة – تيسير بيع الحبوب بالجملة وتقديم وسائل المواصلات.
- العلامات التجارية (مجموعة عمليات العلامة التجارية المحدودة، والعلامات التجارية المحدودة التي تقدم الخدمات التمويلية والتأمينية والعقارات وتداول البضائع ومبيعات أدوات الزراعة إلى آخرة، للمزراعين الأستراليين بالإضافة لقطاعات زراعية أخرى مثل الصوف والمواشي).

أعلنت أي دبليو بي عن جطة جديدة لعام 2009 لتسهيل إزالة المخاطر الأعمال والذي نتج عنه سحب الاستثمارات من دفاتر قروض الخدمات المالية إلى مجموعة أستراليا ونيوزيلندا المصرفية المحدودة في ديسمبر 2009.
في مارس 2010 أعلنت أي دبليو بي عن توقيع مذكرة تفاهم لبيع أعملها التجارية في جينيف والاشتراك في المشاريع المحلية لتجارة الحبوب.

## فضيحة النفط مقابل الغذاء
بصفتها مؤسسة صغيرة الحجم، ظهرت شركة أي دبليو بي على أغلفة الصحف في عام 2005 بزعم أنها دفعت رشوات للحكومة العراقية منتهكة بذلك حصار الأمم المتحدة للعراق والقانون الأسترالي. فبعد غزو العراق للكويت عام 1999 فرضت الأمم المتحدة حظرا ماليا وتجاريا على العراق ولكن بعد تلقي الأمم المتحدة الكثير من النقد حول الآثار الإنسانية التي ترتبت على هذا الحصار سمحت الأمم المتحدة للعراق من 1995 حتى نهاية عام 2003 بتداول النفط في السوق العالمي مقابل الطعام والدواء والحاجات الضرورية الأخرى.
على الرغم من ذلك وعند إلحاح حكومة الدكتاتور صدام حسين وافقت أي دبليو بي على دفع «رسوم نقل» بمقدار 290 مليون دولار أمريكي. حيث تلقت المبلغ شركة عليا للنقل الأردنية التي أبقت على نسبة من الرسوم المدفوعة ودفعت المبلغ المتبقي لحكومة صدام. واعتبرت هذه الحادثة انتهاكا للحصار المفروض على العراق.
وقد مارست الحكومة الأسترالية تحقيق كول على دور الشركة في الفضيحة والذي قدمه المدعي العام لأستراليا فيليب رودوك في 27 نوفمبر 2006. وبيّن التقرير أن شركة أي دبليو بي دخلت في اتفاق يتضمن دفع رشاوي للحكومة العراقية عن دراية تامة وذلك للحفاظ على أعمالها التجارية منذ أواسط 1999. وقد أوصت نتائج التحقيق أن يتم التحقيق مع 12 شخص يشتبه فيهم باستخدام الشركة لارتكاب جرائم جنائية.
في ليلة التحقيق وضعت الترتيبات التي أتاحت للشركة احتكار السوق ومكاسب عدة تحت عدسة الانتقاد. في 2006 طلبت الجمعية الأسترالية لتصدير الحبوب الحكومة بسحب حق احتكار سوق تصدير الحبوب من شركة أي دبليو بي. أدت فضيحة النفط مقابل الغذاء إلى وضع الشركة موضع شك بين مصدري الحبوب خصوصا بعد خسارة قدرتهم على تصدير الحبوب للعراق طوال مدة سريان تحقيق كول والذي أدى بهم إلى خسارة أحد أكبر أسواقهم.
أدت الفضيحة إلى رفع دعاوى وإدانة عالمية. في 11 من يوليه 2006 طالب مزارعي شمال أمريكا بتعويضات قدرها 1 بليون دولار من أي دبليو بي في واشنطن العاصمة زاعمين أن شركة تصدير الحبوب الأسترالية استخدمت الرشاوى والفساد لاحتكار سوق الحبوب وأن شركة أي دبليو بي استخدمت ذات الطرق لتأمين مبيعات الحبوب في أسواق أخرى في آسيا والشرق الأوسط. وتم رفض الدعوى في مارس 2007.
في أغسطس 2009 أوقفت الشرطة الاتحادية الأسترالية تحقيقاتها في أي جرائم ارتكبت من قبل شركة أي دبليو بي. وأتى هذا القرار بعد أن صرح بول هايستنق بأن مرتقبات الإدانة محدودة وغير مهمة للرأي العام. وتابعت الهيئة الأسترالية للاستثمارات والأوراق المالية مقاضاة ست مدراء ورؤساء سابقين في شركة أي دبليو بي اثنين منهم كانت ضد أندرو ليندبرغ وهو رئيس سابق في شركة أي دبليو بي مازالتا قيد التنفيذ. وقضية أخرى رفعها المساهمون في أي دبليو بي وتم فيها التوصل إلى تسوية خارج المحكمة بمبلغ 39.5 مليون دولار في فبراير 2010.
أبعدت الحكومة الأسترالية نفسها من الدفع لنظام صدام حسين ويرجع ذلك لمشاركة أستراليا في الحملة ضد صدام حسين في غزو العراق عام 2003. أما أندرو ليندبرغ فقد استقال من منصبه كرئيس إدارة في 9 فبراير 2006 ومن ومجلس الإدارة في 22 فبراير 2006 تحت ضغط إعلامي وضغط الرأي العام.

## أداء عمل الشركة بعد تحقيق كول
في السنوات التي تلت تحقيق كول واصلت أي دبليو بي تعثرها بسبب الأداء السيء. وظلت تحمل طائلة المسؤولية القانونية في العديد من القضايا المدنية التي اكتملت ولم تفلح كثيرا في إيجاد أسواق جديدة على الرغم من محاولاتها الحثيثة.
في الفترة التي تبعت تحقيق كول جرة تعيين طاقم إدارة جديد تحت قيادة غوردن دايفس الذي تم تعيينه من شركة اوريكا المحدودة في أغسطس 2006. نجح دايفس في إعادة هيكلة الدستور وهيكلة المساهمون لدمجهم في فئة المساهمون الممتازة.
ولم يسلم فريق الإدارة الجديد كليا من إثارة الجدل حوله ففي 26 من أبريل 2007 أعلنت ياهو في تقرير لها أن أي دبليو بي انتهكت أيضا حصار أمريكا لإيران وهو حصار يقتضي منع المواطنين الأمريكيين والشركات الأمريكية التي تستخدم العملة الأمريكية من التجارة مع إيران. عام 2006 حاولت الشركة الفرعية الأمريكية لـ أي دبليو بي والتي تستخدم العملة الأمريكية في أعمالها التجارية دفع مبلغ قدرة مليون دولار أمريكي لشركة نقل إيرانية وهو ما اعتُبر انتهاكاً صريحاً للحصار.

## الاستحواذ
في 2010 وافقت أي دبليو بي على عرض الشراء من شركة اجريوم بحصة تبلغ 1.50 سهما من أسهم الفئة الممتازة، أو 1.2 بليون دولار بالمجمل والذي أقرته هيئة مراجعة الاستشمارات الأجنبية الأسترالية.
في 2011 حصلت شركة كارجل الأسترالية على قطاع إدارة السلع في أي دبليو بي من شركة أجريوم والذي تبع قرار لجنة المنافسة وحماية المستهلك الأسترالية الذي أقر بعدم الاعتراض على هذا الاستحواذ.